# Sanatrocès II de Parthie
Sanatrocès II de Parthie, fils de Mithridate IV, est un prétendant à 
l'Empire parthe pendant le règne troublé de son oncle Osroes Ier.

## Biographie
Quand Osroes est déposé en 116 lors de l'invasion des troupes romaines menées par Trajan et remplacé par un roi fantoche nommé Parthamaspatès, Sanatrocès et son père Mithridate, le frère d'Osroes; réclament eux-aussi la couronne royale et commencent le combat contre les troupes d'occupations Romaines en Mésopotamie. Trajan 
se dirige alors vers le sud en direction du golfe Persique, les défait et déclare que la Mésopotamie est une province romaine. Après le retrait des Romains, Osroes chasse Parthamaspatès et reprend le trône parthe.
Mithridates IV  succède ensuite à Osroes vers  129 et règne jusqu'en 140, quand il meurt lors d'une attaque de la Commagène romaine. Sanatrucès, qu'il a désigné  comme héritier présomptif, est disparu avant lui dans un autre combat contre les Romains. Leur règne conjoint pendant la campagne de 116 est le seul témoignage de la royauté de Sanatrocès II. Le vieux rival de son père Vologèse III s'empare du royaume de Mithridate IV mais  un autre fils putatif de ce dernier Vologèse IV, lui succède à sa mort en 147.

## Source
- (en) Cet article est partiellement ou en totalité issu de l’article de Wikipédia en anglais intitulé « Sanatruces II of Parthia » (voir la liste des auteurs).

## Sources primaires
- Dion Cassius, lxviii, 17–33.
- Jean Malalas, Chronographia.
- pseudo Aelius Spartianus, Vita Hadrian, v, 13.
- Pausanias le Périégète, v, 12.